# Sandro Massarotti

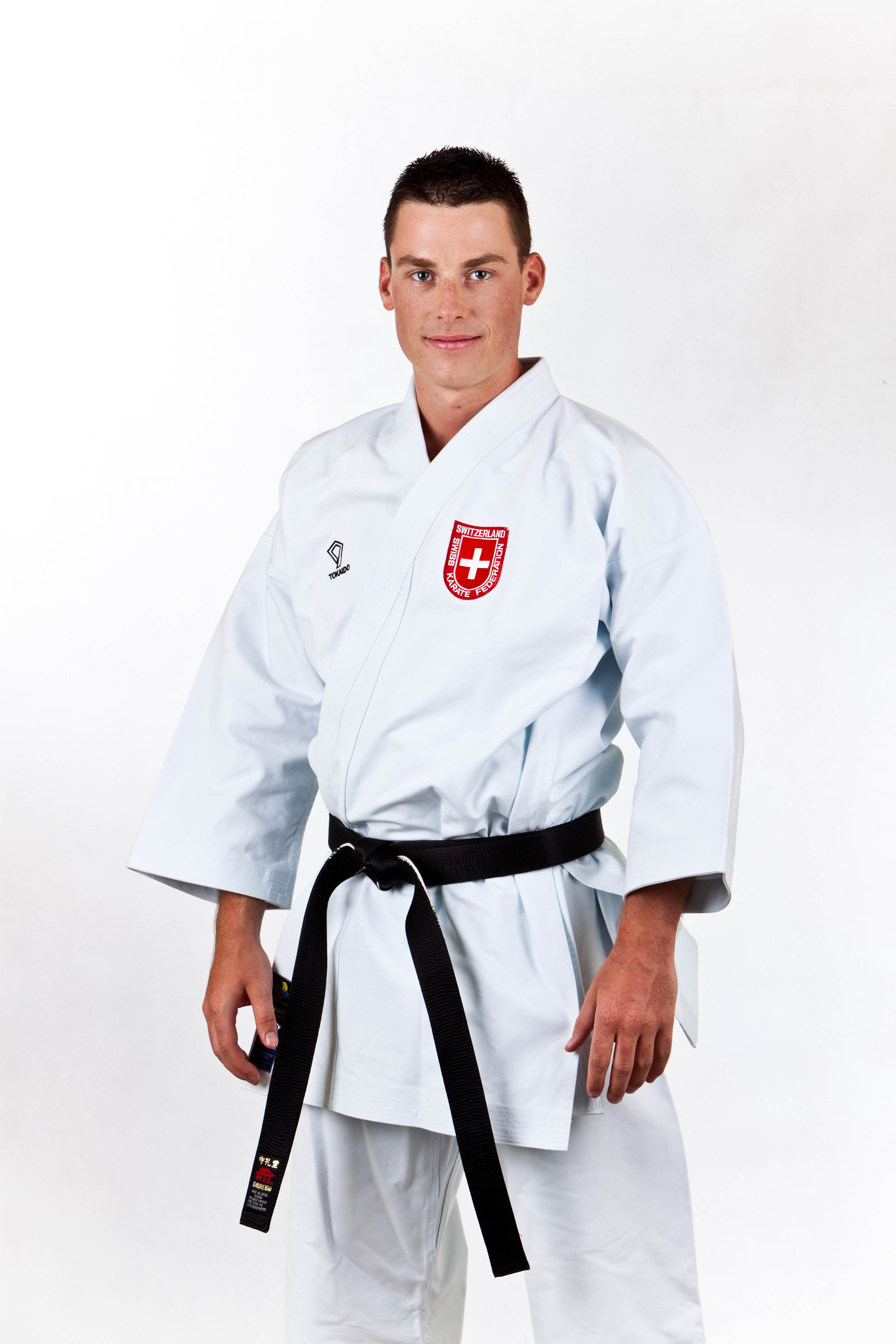
Sandro Massarotti, Schweizer Meister Karate 2012 und 2013

Sandro Massarotti (* 5. Juli 1990 in Bern, Schweiz) ist ein schweizerischer Karateka mit italienischen Wurzeln.

## Karriere
Mit 10 Jahren begann Massarotti das Karatetraining in Ostermundigen (Bern). Er trägt den 1. Dan und betreibt seit 2000 die Stilrichtungen Shitō-Ryū und Goju-Ryu. Sandro Massarotti war von 2006 bis 2013 Mitglied der Karate-Nationalmannschaft der Swiss Karate Federation (SKF).
Heute trainiert er im Goju Kan Bern gemeinsam mit seinem Trainer Erik Golowin.

## Erfolge
Am 26. März 2014 gab Sandro Massarotti nach 10 Jahren Wettkampf seinen Rücktritt bekannt.
Im Mai 2013 trat Massarotti bei der Elite-Europameisterschaft in Budapest an. Im November kam er als Gesamtsieger (Grand-Slam-Sieger) aller Swiss Karate League (Sursee, Liestal und Windisch) an die Schweizer Meisterschaft in Fribourg. Zum zweiten Mal hintereinander gewann er die Goldmedaille und entschied in seiner Karriere insgesamt sechsmal den Schweizer Meistertitel für sich. Zugleich gewann er zum dritten Mal hintereinander den Swiss Karate League Cup. Mitte Dezember startete er am Welt-Cup Goju-Kai in Mumbai (Indien) und verlor in der 2. Runde gegen Indonesien.
2012 holte er den Schweizer Meistertitel sowie den Sieg im Swiss Karate League Cup in der Kategorie Kata Male Individual und vertrat die Schweiz in Teneriffa bei der Elite-Europameisterschaft und in Paris bei der Elite-Weltmeisterschaft. Im selben Jahr erreichte er den 7. Platz am Karate1 Premier League in Dordrecht (Niederlande).
2011 wurde Massarotti für die Europameisterschaft U21 in Belgrad (Serbien) selektioniert und konnte sich dort für den Viertelfinal qualifizieren; am Ende belegte er den 7. Platz. Im Juli startete Massarotti zum ersten Mal beim Stil-Europa-Cup Goju-Kai in Budapest (Ungarn); dort holte er den 7. Platz in der Kategorie Kata Male Seniors. In der Schweizer Meisterschaft in Zürich war er Finalist. 2010 erreichte er in der Schweizer Meisterschaft in Zürich den 3. Platz nach einem schwierigen Jahr 2009.
Im Februar 2008 startete Massarotti in den Kategorien Einzel und Team in der Junioren-Karate-Europameisterschaft in Triest (Italien), wobei er im Team den 5. Platz erreichte. Im Mai folgte die Senioren-Karate-Europameisterschaft in Tallinn (Estland). Drei Wochen später reiste das Kata Team an die Regionen-Europameisterschaft in Maribor (Slowenien), wo sie erneut den 5. Platz erreichten. Im Oktober 2008 entschied das Kata Team erneut den Schweizer Meistertitel für sich.
Im Februar 2007 nahm das Kata Team um Sandro Massarotti an der offiziellen Junioren-Karate-Europameisterschaft in Izmir (Türkei) teil. Im selben Jahr nahmen sie ebenfalls an der Junioren-Karate-Weltmeisterschaft in Istanbul(Türkei) teil. Massarotti startete in der Weltmeisterschaft in der Kategorie Kata Male Individual Cadet und kam bis in die 2. Runde. In der Schweizer Meisterschaft holte er im Einzel wie auch in der Team-Kategorie den Schweizer Meistertitel.
2006 belegte Massarotti den 3. Platz im Welt-Cup Goju Ryu in Marsciano (Italien). Im selben Jahr erreichte er mit seinem neuen Team (Yanik Gereon und Roger Bauer) den Vize-Schweizer-Meistertitel in Biel in der Kategorie Kata Team Male Junioren. Zugleich erreichte er im Einzel wie auch in der Kata Team-Kategorie während des ganzen Jahres verschiedene Siege. Ende 2006 wurde Massarotti in die offizielle schweizerische Karate-Nationalmannschaft aufgenommen.
2005 holte er mit seinem Team in der Kategorie Kata Team Male Kadetten den Titel des Schweizer Meisters nach Bern, nachdem sich das Team um Matthieu Hulliger, Clint Balser und Sandro Massarotti während eines Jahres darauf vorbereitet hatte. Dies war Massarottis erster wichtiger Titel in der Karate-Szene.
Erfolge in den Kategorien Kata Team und Kata Individual von 2004 bis 2014 waren bisher:
- 6 × Schweizer Meister
- 2 × Vize-Schweizer-Meister[2]
- 3. Platz Weltmeisterschaft Goju Ryu Jugend
- 2 × 5. Platz Europameisterschaft Junioren Kata Team
- 7. Platz Europameisterschaft U21
- 7. Platz Europameisterschaft Goju Kai Seniors
- 3. Platz beim dritten Golden-League-Turnier 2007 in Salzburg[3]
- Swiss-Karate-League-Cup-Sieger 2011/2012/2013

## Soziales Engagement
Im Juni 2012 hatte Massarotti die Gelegenheit, nach Addis Abeba (Äthiopien) zu reisen. Dort verbrachte er zwei Wochen gemeinsam mit seinem Trainer Erik Golowin, der für das Projekt Kampfkunst bei Sport-the-Bridge zuständig ist. Während dieser Zeit unterrichteten sie Strassenkinder in Karate und bildeten die Trainer des Camps mit speziellen Sitzungen und Trainings aus. Nebenbei fand noch an einem Wochenende ein Seminar mit der äthiopischen Karate-Nationalmannschaft statt, an dem Athleten aus ganz Äthiopien teilnahmen.
Im gleichen Monat reiste er nach Thailand, um auch dort bei einem Projekt mit Strassenkindern mitzuhelfen. Er unterrichtete die Kinder während einer Woche in Karate und konnte sie näher mit der Kampfkunst in Verbindung zu setzen. 2013 reiste er zum zweiten Mal Mal nach Thailand, um an seinem Projekt «Karate» weiterzuarbeiten. Die Anzahl der Kinder erhöhte sich von 12 auf gut 50. Das Ziel ist, mindestens ein Mal pro Jahr für mehrere Tage ein Trainingscamp zu leiten.